# Walworth (thị trấn), Wisconsin
Walworth là một thị trấn thuộc quận Walworth, tiểu bang Wisconsin, Hoa Kỳ. Năm 2010, dân số của thị trấn này là 1.653 người.